# Young for Eternity
Albums de The Subways
premier album All or Nothing
(2008)
Singles
1. At 1AM
Sortie : 4 octobre 2004
2. Oh Yeah
Sortie : 21 mars 2005
3. Rock & Roll Queen
Sortie : 20 juin 2005
4. With You
Sortie : 12 septembre 2005
5. No Goodbyes
Sortie : 12 décembre 2005

Young for Eternity est le premier album du groupe anglais de rock indépendant The Subways, publié le 11 octobre 2005 en France.
Cinq singles sont extraits de l'album : At 1AM, Oh Yeah, Rock & Roll Queen, With You et No Goodbyes. Il atteint la 32e place des charts albums au Royaume-Uni.
L'album est certifié disque d'or au Royaume-Uni.

## Liste des chansons
Toute la musique est composée par Billy Lunn.
| No  | Titre                                              | Durée |
| --- | -------------------------------------------------- | ----- |
| 1.  | I Want to Hear What You Have Got to Say            | 3:24  |
| 2.  | Holiday                                            | 1:52  |
| 3.  | Rock and Roll Queen                                | 2:51  |
| 4.  | Mary                                               | 2:59  |
| 5.  | Young for Eternity                                 | 2:08  |
| 6.  | Lines of Light                                     | 2:12  |
| 7.  | Oh Yeah                                            | 2:58  |
| 8.  | City Pavement                                      | 2:44  |
| 9.  | No Goodbyes                                        | 3:31  |
| 10. | With You                                           | 3:02  |
| 11. | She Sun                                            | 3:21  |
| 12. | Somewhere (chanson At 1AM cachée. Commence à 9:32) | 11:23 |

## Charts
| Chart (2005)    | Position |
| --------------- | -------- |
| UK Albums Chart | 32       |